# ريفينسبيرغ
ريفينسبيرغ (بالألمانية: Riefensberg) هي بلدية في مقاطعة بريغنز في أقصى غرب النمسا  بولاية فورارلبرغ.